# Finanční vládní výbor
Finanční vládní výbor san-s’ (čínsky pchin-jinem Sānsī, znaky 三司; česky „tři odbory“) nebo finanční výbor san-s’ či ústřední finanční komise byl v Číně od počátku 10. století do 80. let 11. století jeden z ústředních úřadů státní správy. Řídil výběr daní, evidenci daňových poplatníků, dozíral nad výrobou a distribucí strategických surovin (soli a rud). Vznikl sjednocením několika samostatných finančních a hospodářských úřadů počátkem období pěti dynastií, v říši Pozdní Liang (907–923). Převzala jej i administrativa říše Sung založené roku 960. Zanikl při všeobecné reorganizaci ústředních úřadů počátkem 80. let 11. století, jeho kompetence převzalo ministerstvo daní.

## Historie
Finanční vládní výbor san-s’ řídil daňové, finanční a hospodářské záležitosti čínských států v 10. – 11. století. Vznikl po pádu říše Tchang, když při reorganizaci administrativy v říši Pozdní Liang (907–923) dostalo společné vedení několik úřadů zabývajících se daněmi, financemi a průmyslem. Zanikl začátkem 80. let 11. století, když sungský císař Šen-cung pod heslem „nápravy úředních titulů“ vrátil pravomoci a odpovědnost úřadům tchangského systému, především šesti ministerstvům. Kompetence finančního výboru san-s’ přešly na ministerstvo daní chu-pu, konkrétně na jeho levé oddělení cuo-cchao.
V sungské době finanční vládní výbor san-s’ vedl zpravidla (v letech 960–982, 993 a 1003–1082) ředitel san-s’-š’ (三司使) a zástupce fu-š’ (副使). V letech 982–983 stáli v jeho čele spoluředitelé tchung san-s’-š’; v letech 983–993 a 995–1003 tři odbory výboru fungovaly samostatně, každý pod svým vlastním vedoucím; v letech 993–995 stáli v čele výboru ředitelé účtů jou-ťi š’, cuo-ťi š’ a cung-ťi š’. S výjimkou období vlády prvních dvou císařů bylo v sungské administrativě místo v čele tří odborů vyhrazeno zkušeným odborníkům, kteří se nemalou část (v průměru třetinu) své kariéry specializovali na ekonomiku a finance.
Vedoucí představitelé výboru nebyli členy císařské rady. Nicméně nezřídka byli povyšováni na místo zástupce správce vojenského výboru šu-mi-jüan a zástupce vedoucího nebo i vedoucího císařského sekretariátu čung-šu men-sia. V důsledku toho po tři čtvrtiny období 960–1082 byl v císařské radě finanční odborník. Výbor san-s’ sice byl nezávislý na císařském sekretariátu, nicméně nejmocnější členové císařské rady (caj-siangové) si dokázali neformálně podřídit jak finanční, tak i vojenský výbor.
Skládal se ze tří odborů, v pořadí podle významu, odboru soli a rud jen-tchie-s’ (鹽鐵司), odboru financí tu-č’-s’ (度支司) a odboru daní chu-pu-s’ (戶部司).
Odbor soli a rud jen-tchie-s’ (鹽鐵司) zodpovídal za těžbu a zpracování soli, čaje a kovů, včetně výroby zbraní a jiného vojenského materiálu a též za dohled nad vodními cestami a obchodem.
Odbor financí tu-č’-s’ (度支司) odpovídal za správu státních příjmů a výdajů, peněžních i naturálních. Dělil se na osm sekcí. Podléhaly mu také námořní obchodní úřady š’-po tchi-ťü s’ (市舶提擧司) ustavené ve vybraných přístavech k výběru cla a odkupu zboží dováženého do země.
Odbor daní chu-pu-s’ (戶部司) dozíral na sčítání lidu a výběr daní.